# لورينزو فورتوناتو
لورينزو فورتوناتو (بالإيطالية: Lorenzo Fortunato)‏ (و. 1996  م) هو دراج  إيطالي، ولد في بولونيا.

## التصنيف
| السنة     | 2016 | 2017 | 2018 | 2019 | 2020 | 2021 | 2022 | 2023 | 2024 |
| --------- | ---- | ---- | ---- | ---- | ---- | ---- | ---- | ---- | ---- |
| عالمي     | 2282 | 2475 | 2039 | 811  | 477  | 160  | 236  | 206  | 154  |
| أوروبا    | 1512 | 1604 | 1356 | 591  | 394  | 137  | 193  | -    | 125  |
|           |      |      |      |      |      |      |      |      |      |
| مصدر: UCI |      |      |      |      |      |      |      |      |      |

## سجل الفوز

### سباقات أو مراحل فاز بها
| التاريخ        | السباق                               | المركز                                                                        |
| -------------- | ------------------------------------ | ----------------------------------------------------------------------------- |
| 04 سبتمبر 2016 | طواف ديف يغد 2016                    | السادس في تصنيف أفضل شاب                                                      |
| 02 أبريل 2017  | تروفيو بانكا بوبولار دي فيتشنزا 2017 | العاشر في التصنيف العام                                                       |
| 16 سبتمبر 2017 | دانمارك روندت 2017                   | السادس في تصنيف الجبال، الثامن في تصنيف أفضل شاب                              |
| 23 يونيو 2019  | طواف سلوفينيا 2019                   | الثامن في تصنيف الجبال                                                        |
| 31 أغسطس 2019  | طواف ألماتي 2019                     | السادس في التصنيف العام                                                       |
| 14 فبراير 2020 | طواف لانكاوي 2020                    | الثامن في التصنيف العام                                                       |
| 27 فبراير 2020 | طواف الإمارات 2020                   | العاشر في تصنيف أفضل شاب                                                      |
| 30 مايو 2021   | طواف إيطاليا 2021                    | المرتبة 16 في التصنيف العام، السابع في تصنيف أفضل شاب، الثامن في تصنيف الجبال |
| 17 يونيو 2021  | سباق أدرياتيكي يونيكا 2021           | الفائز في التصنيف العام                                                       |
| 01 أكتوبر 2021 | جيرو دي سيسيليا 2021                 | الثالث في تصنيف أفضل شاب، السابع في تصنيف الجبال، الثامن في التصنيف العام     |
| 09 أكتوبر 2021 | جيرو دي لومبارديا 2021               | المرتبة 15 في التصنيف العام                                                   |
| 30 أبريل 2023  | فولتا أستورياس 2023                  | الفائز في التصنيف العام                                                       |
| 09 يونيو 2024  | سباق دوفين للدراجات 2024             | الأول في تصنيف الجبال                                                         |